# Chagres
Chagres fue una población y puerto de época española del siglo XVI, situado en el distrito de Colón, en Panamá.

## Toponimia
El nombre de este poblado proviene del río Chagres, se encontraba asentado en la desembocadura del río. El río fue avistado en 1502 por primera vez por los europeos en el cuarto viaje de Cristóbal Colón, quienes lo llamaron como “Río de los Lagartos” por la gran cantidad de caimanes que habitaban en sus orillas.
A partir de las exploraciones de Diego de Albítez entre 1514 y 1515, se le denominó como “Río de Chagre”, en honor al cacique que habitaba en sus orillas. Posteriormente, el nombre se deformó pluralizándole, llamándose de Chagres al extender el nombre del cacique a todos indígenas de la tribu. Esta tribu conocida como los indios Chagres se llamaron a los que procedían de aquella región y el nombre se mantuvo tanto para la localidad como para el río.

## Historia
El puerto marcaría una ruta de tráfico de mercancías y personas hacia la ciudad de Panamá y posteriormente hacia Perú y otras regiones del pacífico sudamericano, partiendo desde el asentamiento de Chagres a través del río y llegando al antiguo pueblo de Venta de Cruces y que seguiría por una ruta terrestre llamada Camino de Cruces. Este camino rivalizaría al Camino Real, que iba desde Portobelo hasta la Ciudad de Panamá durante el siglo XVI hasta mediados del siglo XVIII, con la decadencia de Portobelo.
Debido a la importancia del asentamiento, por orden del Rey Felipe II de España se erigió en 1595 el Castillo de San Lorenzo Real del Chagres, en una escarpada colina justo en la desembocadura del río y protegería tanto al pueblo como al río; sin embargo, dicho fuerte fue tomado por el corsario inglés Francis Drake en 1596 y destruido por el pirata inglés Sir Henry Morgan en 1671 cuando tomó la ciudad y avanzó hacia la Ciudad de Panamá. El fuerte fue reconstruido después por los españoles en 1680 pero el poblado y el castillo fueron tomados nuevamente en 1740 por las fuerzas inglesas bajo el Almirante Edward Vernon. En 1761 es reconstruido el castillo por tercera y definitiva vez. 
La localidad y el castillo de San Lorenzo ya es referido como presidio de Chagres durante el siglo XVIII, bajo la autoridad colonial de España. Allí relata Ricardo Palma en sus Tradiciones Peruanas, que eran conducidos a cumplir condena los reos de la Real Audiencia de Lima.
Con la independencia de Panamá de España en 1821, el poblado decayó al olvido, principalmente porque el castillo fue abandonado y convertido primero en prisión y luego como punto de entrada de correo que venía desde Europa hasta América Latina. Chagres nuevamente resurgió en 1849 cuando el río fue utilizado como medio de transporte de los buscadores de oro durante la fiebre de oro de California, que recorrían el istmo de Panamá al ser más ventajoso y rápido que atravesar los Estados Unidos de este a oeste. Sin embargo, Chagres nuevamente decayó por la construcción de la ciudad de Colón en 1855, que sería la nueva ciudad terminal del lado caribeño.

## Actualidad
Desde entonces, la localidad cayó en ruinas, sin embargo en la actualidad es un lugar turístico ya que dicho sitio (sobre toda el área del castillo) fue declarado Patrimonio de la Humanidad por la Unesco en 1980. También el área del antiguo poblado fue designado como el Área Protegida de San Lorenzo, con 9.653 hectáreas de extensión.